# 이용직
이용직(李容稙, 1852년 ~ 1932년 4월 3일)은 조선 말기의 문신이다. 본관은 한산, 호는 강암(剛庵)이다.

## 생애
이용직 선생은 사과 이승조(李承祖)의 아들이며, 을사조약 때 분사(憤死)한 조병세(趙秉世)의 사위이다. 1875년에 별시에 합격하여 관직에 나아갔다. 
1890년 이조 참의에 올랐고 1892년 이조참판에 이어 대사성에 임명되었다. 이후 내무협판, 송도유수, 춘천부사, 학부협판, 학부참찬 등을 거쳤고 1900년 찬정(贊政), 1902년 비서경을 지낸 뒤 1903년과 1904년에 황해도 관찰사와 전라북도 관찰사를 각각 지냈다. 대한제국 말기인 1904년과 1909년에 학부대신을 두 차례 역임하였다.
1910년 10월 16일 일본 정부로부터 자작 작위를 받았으나, 1919년에 일어난 3·1 운동 때 김윤식과 함께 독립 청원서인 대일본장서(對日本長書)를 작성해 보냈으며 그 때문에 1919년 7월 17일에 김윤식과 함께 작위를 박탈당하였다.

## 참고 자료
- 이용직(李容稙) - 한국학중앙연구원